# Kepler-6
Kepler-6 är en ensam stjärna i mellersta delen av stjärnbilden Svanen, inom synfältet för Keplerteleskopet. Den har en skenbar magnitud av ca 13,8 och kräver ett kraftfullt teleskop för att kunna observeras. Baserat på parallax enligt Gaia Data Release 3 på ca 1,71 mas beräknas den befinna sig på ett avstånd av  ca 1 900 ljusår (ca 585 parsec) från solen. Den rör sig närmare solen med en heliocentrisk radialhastighet av ca -48 km/s.

## Observation
Kepler-6 fick sitt namn efter Kepleruppdrageet, ett NASA-projekt som lanserades 2009 med syftar att upptäcka jordliknande exoplaneter som passerar framför dess värdstjärna sett från jorden. Till skillnad från stjärnor som Solen eller Sirius har Kepler-6 inget vanligt och vardagligt namn. Upptäckten av Kepler-6b tillkännagavs av Keplerteamet den 4 januari 2010 vid American Astronomical Societys 215:e möte tillsammans med planeterna runt Kepler-4, Kepler-5, Kepler-7 och Kepler-8. Det var den tredje planeten som upptäcktes av Keplerteleskopet. De första tre planeterna som verifierades av data från Kepler hade tidigare upptäckts. Dessa tre planeter användes för att testa noggrannheten i Keplers mätningar.
Kepler-6 bekräftades av uppföljande observationer gjorda med hjälp av Hobby-Eberly och Smith-teleskopen i Texas, Keck 1-teleskopet på Hawaii, Hale och Shane-teleskopen i södra Kalifornien, WIYN-, MMT- och Tillinghast-teleskopen i Arizona och det nordiska optiska teleskopet på Kanarieöarna.

## Egenskaper
Kepler-6 är en gul till vit stjärna i huvudserien av spektraltyp G. Den har en massa av ca 1,21 solmassa, en radie av ca 1,39 solradie och har en effektiv temperatur av ca 5 600 K. Som jämförelse har solen en något högre temperatur på 5778 K. Kepler-6 har en metallicitet på [Fe/H] = +0,34, vilket gör den 2,2 gånger mer metallisk än solen. I genomsnitt tenderar metallrika stjärnor att vara mer benägna att ha exoplaneter och planetsystem.

## Planetsystem

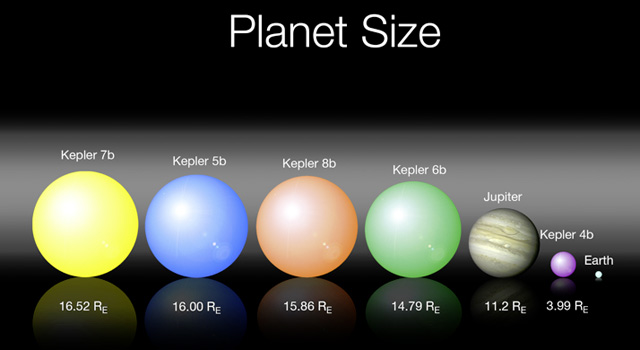
Bild som visar den relativa storleken på de första fem exoplaneterna som upptäcktes av Kepler. Kepler-6b är bara större än Jupiter, representerad i grönt.

Kepler-6 har en bekräftad exoplanet, som är en gasjätte kallad Kepler-6b. Planeten har en massa av ungefär 0,669 jupitermassa. Den är också något mer diffus än Jupiter, med en radie på cirka 1,323 jupiterradie. Kepler-6b kretsar på ett genomsnittligt avstånd av 0,0456 AE från värdstjärnan i en bana en omloppsperiod var 3,234 dygn. Excentriciteten för planetens bana antas vara 0, vilket anger en cirkulär bana.
| Planet | Massa    | Halv storaxel (AE) | Siderisk omloppstid (d) | Excentricitet | Inklination | Radie    |
| ------ | -------- | ------------------ | ----------------------- | ------------- | ----------- | -------- |
| b      | 0,669 MJ | 0,04567            | 3,2347                  | 0             | -           | 1,323 RJ |